# Саскачеванский орден Заслуг
Саскачеванский орден Заслуг (англ. Saskatchewan Order of Merit) — старшая награда провинции Саскачеван (Канада), учреждённая в 1985 году и носящая современное название с 1988 года. Орден, имеющий одну степень, служит для награждения за личные отличия, достижения и вклад в социальное, культурное и экономическое благосостояние провинции и её жителей; решение о награждении принимает лейтенант-губернатор Саскачевана.

## История
Идея об учреждении провинциального ордена возникла в Саскачеване в 1980 году, когда провинция отмечала 75-ю годовщину своего создания. Для анализа возможности учреждения такой награды была сформирована межведомственная комиссия. 5 июня 1985 года Законодательное собрание Саскачевана приняло закон об учреждении Саскачеванской награды «За заслуги» (англ. Saskatchewan Award of Merit. В дальнейшем награда была переименована в Саскачеванский орден Заслуг, и в таком виде закон о её учреждении получил монаршее одобрение 10 мая 1988 года. В том же году канцлером ордена стал лейтенант-губернатор Саскачевана, с 2001 года являющийся также кавалером ордена в силу занимаемой должности.

## Знаки ордена
Автором дизайна ордена стал Вик Сотропа из Управления визуальных символов Саскачевана. Знак ордена выполняется из позолоченного серебра, имеет диаметр 45 мм и форму шестиконечной звезды, представляющей собой стилизованное изображение цветка лилии филадельфийской (официальный цветок провинции Саскачеван с 1941 года). Поверх звезды наложено эмалевое изображение герба Саскачевана, увенчанного короной святого Эдуарда — символом царствующего монарха Содружества. Награждённые мужчины носят знак ордена на шейной ленте, женщины ногут выбирать между шейной лентой и нагрудным бантом. С 1985 по 2005 год лента ордена была зелёной с вертикальной золотой полосой по центру (зелёный и золотой — официальные цвета Саскачевана с 1906 года). В 2005 году орденская лента стала золотой с зелёной вертикальной полосой по центру, а к центральному эмалевому изображению на знаке ордена было добавлено красное кольцо, окружающее герб провинции. По кольцу проходит надпись Multis e gentibus vires (с лат. — «Сила во множестве людей») — официальный девиз Саскачевана. Цвета ленты были изменены, чтобы отличать орденскую планку Саскачеванского ордена Заслуг от планки учреждённой позднее Саскачеванской волонтёрской медали. Ширина нашейной ленты — 38 мм, из которых по 13 мм отведено на каждую из боковых полос. Обратная сторона знака ордена неукрашенная, на ней выбит трёхзначный серийный номер. Знак ордена крепится к ленте с помощью колечка, присоединённого к верхнему лучу звезды. Колечко и ленту соединяет зажим длиной 21 мм.
Помимо основной формы ордена, награждённые им получают его миниатюрный вариант, который может носиться одновременно с нашейным знаком на формальном вечернем костюме. Миниатюрный знак ордена носится прикреплённым к орденской планке вместе с миниатюрами прочих орденов и медалей в соответствии с порядком старшинства наград. Если другие медали не надеваются, награждённые могут носить на лацкане миниатюрный значок, представляющий собой стилизованную лилию, увенчанную короной Святого Эдуарда. Кавалеры ордена имеют право добавлять после имени аббревиатуру SOM.

## Статус
Саскачеванский орден Заслуг — высшая в системе наград этой провинции (в которую входят также учреждённые в 1995—2003 годах медали и наградной знак за достойную службу). В 1991 году правительство Канады признало официальный статус ордена и определило его место в порядке старшинства национальных наград. Он входит в серию провинциальных орденов, по старшинству располагающихся между национальными орденами и прочими национальными наградными знаками. В соответствии с порядком учреждения Саскачеванский орден Заслуг идёт после Национального ордена Квебека и до ордена Онтарио и остальных провинциальных орденов.
Саскачеванским орденом Заслуг награждают за личные отличия, достижения и вклад в социальное, культурное и экономическое благосостояние провинции и её жителей (англ. excellence, achievement and contributions to the social, cultural and economic well being of the province and its residents). Орден Заслуг — индивидуальная награда, которой могут награждаться только отдельные лица, но не организации и учреждения. К награде может быть представлен любой гражданин Канады, живущий или ранее живший в Саскачеване, однако статут ордена не допускает награждения действующих депутатов федерального парламента и Законодательного собрания Квебека и действующих судей. С 2000 года награждение орденом может быть посмертным (но не более чем через год после смерти награждённого. С 2001 года введена также возможность награждения почётных кавалеров, одним из первых таких награждённых стал Чарльз, принц Уэльский.
Подача номинаций происходит каждую весну, и из числа номинированных Консультативный совет по наградам Саскачевана выбирает до десяти кандидатов в год; при этом общее суммарное число награждённых не регламентировано. Награждение орденом производит лейтенант-губернатор Саскачевана по представлению Совета по наградам.